# Kamari Dorsa
Kamari Dorsa zijn lage heuvelruggen op de planeet Venus. De Kamari Dorsa werden in 1985 genoemd naar Kamari, hemelmeisje en dochter van de weergod in de Georgische folklore.
De richels hebben een lengte van 589 kilometer en bevinden zich in het quadrangle Fortuna Tessera (V-2).